# Лотоцький Борис Валерійович
Борис Валерійович Лотоцький (нар. 11 квітня 2003, Біла Церква, Київська область, Україна) — український футболіст, центральний захисник одеського «Чорноморця».

## Життєпис

### Ранні роки
Народився в Білій Церкві. У ДЮФЛУ з 2016 по 2020 рік виступав за команду з рідного міста «КОДЮСШ-Рось», а також одеський «ДЮСШ-11-Чорноморець».

### Миколаїв
Наприкінці серпня 2020 року перейшов у «Миколаїв», але майже одразу ж був переведений до резервної команди. У футболці другої команди «корабелів» дебютував 6 вересня 2020 року в програному (1:2) домашньому поєдинку 1-го туру групи Б Другої ліги України проти новокаховської «Енергії». Борис вийшов на поле на 77-й хвилині замість Родіона Гончара. У сезоні 2020/21 років регулярно грав за «Миколаїв-2» у Другій лізі України, провів 18 матчів. Дебютував за першу команду «Миколаєва» 10 квітня 2021 року в переможному (3:0) виїзному поєдинку 21-го туру Першої ліги України проти «Гірника-Спорту». Лотоцький вийшов на поле в стратовому складі, а на 90-й хвилині його замінив Павло Березянський. Цей поєдинок виявився єдиним для Бориса в першій команді «Миколаєва». Наприкінці грудня 2021 року залишив команду, понад півроку перебував без клубу.

### «Нива»
На початку вересня 2022 року підсилив «Ниву». У футболці вінницького клубу дебютував 10 вересня 2022 року в програному (0:3) виїзному поєдинку 2-го туру Другої ліги України проти борщагівської «Чайки». Борис вийшов на поле в стартовому складі та відіграв увесь матч. Першим голом у професійному футболі відзначився 13 вересня 2023 року на 87-й хвилині програного (1:4) домашнього поєдинку 7-го туру Другої ліги України проти львівських «Карпат-2». Лотоцький вийшов на поле в стратовому складі та відіграв увесь матч. У «Ниві» провів два сезони, за цей час у Другій лізі зіграв 40 матчів та відзначився 3-ма голами, ще 1 поєдинок провів у кубку України.

### «Чорноморець»
26 липня 2024 року підписав контракт з «Чорноморцем». У футболці одеського клубу дебютував 3 серпня 2024 року в програному (0:1) виїзному поєдинку 1-го туру Прем'єр-ліги України проти криворізького «Кривбасу». Борис вийшов на поле на 86-й хвилині замість Владимира Арсича.